# Magnate & Valentino

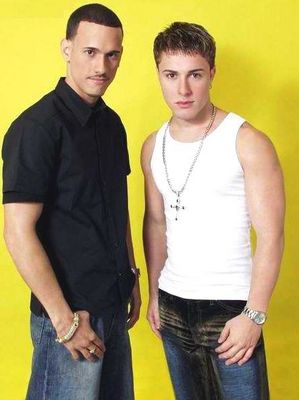

Magnate y Valentino est un duo de rappeurs et chanteurs portoricains. Ils sont selon une certaine critique, les plus romantiques du reggaeton qui en sont à leur deuxième projet discographique avec Sin límite sur lequel ils ont travaillé pendant un an et demi. Ce reggaeton est d'un genre moins vulgaire, ce qui fait qu'il est accessible à un grand public dès le plus jeune âge. Sin límite exploite le thème de l'amour et la tendresse à l'encontre de la femme. Ce genre fusionne allègrement avec les rythmes des Caraïbes de merengue et de bachata, et d'autres comme le dancehall et des ballades romantiques.
Ces jeunes rappeurs se sont distingués avec une ballade Te buscaré, enregistrée en variation sur trois titres, Vuelve a mí, Si tú no estás et Te encontré. L'intégralité de cette production a été enregistrée avec l'instrumentation en direct et notamment des disc jockeys, qui distillent des sonorités différentes, qui fait évoluer de ce fait le style reggaeton de ce duo. Le single comprend Ya lo se et Vuelve a mí qui furent réalisés également en clip video tourné en Colombie.
Quatre nouveaux titres ont été enregistrés en 2006, Persígueme, Fuera de control, Anda et Reggaeton, ce dernier titre parlant d'une fille qui ne parle pas espagnol et qui aime le rythme du reggaeton.